# Okręg środkowobanacki
Okręg środkowobanacki (Banat Środkowy, serb. Srednjebanatski okrug / Srednjebanatski okrug, węg. Közép Bánsági Körzet, chor. Srednjebanatski okrug, słow. Sredobanátsky okres, ruś. Стредобанатски окрух, rum. Districtul Banatul de Central) – okręg w północno-wschodniej Serbii, w Wojwodinie.
Okręg dzieli się na następującej jednostki:
- miasto Zrenjanin
- gmina Nova Crnja
- gmina Novi Bečej
- gmina Žitište
- gmina Sečanj

Skład etniczny
- 150 794 – 72,33% – Serbowie
- 27 842 – 13,35% – Węgrzy
- 5 682 – 2,72% – Romowie
- 5 156 – 2,47% – Rumuni
- 3 759 – 1,8% – Jugosłowianie
- 2 495 – 1,19% – Słowacy
- pozostali